# Pnigalio pectinicornis
Pnigalio pectinicornis är en stekelart som först beskrevs av Carl von Linné 1758.  Pnigalio pectinicornis ingår i släktet Pnigalio och familjen finglanssteklar. Arten är reproducerande i Sverige. Inga underarter finns listade i Catalogue of Life.